# Пекос (река)
Пекос (енгл. Pecos River) је река која протиче кроз САД. Дуга је 1.175 km. Протиче кроз америчке савезне државе Нови Мексико и Тексас. Улива се у Рио Гранде. 